# قطعنامه ۴۹۷ شورای امنیت
قطعنامه ۴۹۷ شورای امنیت سازمان ملل متحد که در تاریخ ۱۷ دسامبر ۱۹۸۱ تصویب شد، سندی بین‌المللی دربارهٔ اسرائیل-جمهوری عربی سوریه است. این قطعنامه طی نشست ۲٬۳۱۹ام با ۱۵ موافق، ۰ مخالف و ۰ ممتنع تصویب شد.